# Karel Ludvík Fridrich Bádenský
Karel Ludvík Fridrich, německy Karl Ludwig Friedrich von Baden (8. června 1786, Karlsruhe – 8. prosince 1818, Rastatt) byl od 10. června roku 1811 bádenský velkovévoda. Byl posledním představitelem starší větve rodu Zähringenů.

## Biografie

### Původ, mládí
Pozdější velkovévoda se narodil jako druhý syn/šesté dítě ze sedmi potomků prince Karla Ludvíka Bádenského a jeho manželky Amálie Hesensko-Darmstadtské; jako takový byl vnukem Karla Fridricha Bádenského. Jeho starší bratr zemřel jako půlroční kojenec; mezi jeho staršími sestrami byly ruská carevna Jelizaveta Alexejevna, švédská královna Frederika Dorotea Bádenská a bavorská královna Karolína Frederika Vilemína Bádenská, mladší sestrou pak hesenská velkovévodkyně Vilemína Luisa Bádenská.

### Manželství, potomci
Karel Ludvík se měl oženit s bavorskou princeznou Augustou Amálií (dcerou bavorského krále Maxmiliána I., avšak plány francouzského císaře Napoleona tomuto sňatku zabránily. Napoleon chtěl vidět Augustu Amálii jako manželku svého pastorka Evžena de Beauharnais a jako kompenzaci nabídl Karlovi Ludvíkovi ruku Evženovy sestřenice Stéphanie de Beauharnais (1789–1860), kterou Napoleon oficiálně adoptoval a udělil jí titul princezna Francie. 8. dubna roku 1806 se s ní Karel Ludvík Fridrich oženil. Svatba a následné svatební oslavy se uskutečnily v pařížských Tuileriích.
Manželství, které vzniklo jako politicky motivované spojení, nelze označit za šťastné. Zatímco Stefanie dlela v Mannheimu, trávil její manžel se svým strýcem Ludvíkem I. Bádenským čas orgiemi v Karlsruhe. Stefaniin adoptivní otec, mocný Napoleon Bonaparte, byl velmi rozezlen poměry na bádenském dvoře, přesto však vytvořil nové velké Bádensko. Karel Fridrich Bádenský, vládnoucí bádenský velkovévoda, byl nicméně vyzván k tomu, aby Ludvíka, svého nejmladšího syna z prvního manželství, vykázal ze sídelního města.
Manželé se sblížili teprve po letním pobytu v Baden-Badenu v roce 1810; v červnu roku 1811 pak se narodilo první dítě, dcera. Druhé dítě – syn, narozený v září 1812 – zemřelo měsíc po narození; později se vyskytly klepy, že dítě bylo vyměněno za nemocného kojence, přežilo a roku 1828 se stalo známým pod jménem Kašpar Hauser. Další syn se narodil 1816, ale ve věku jednoho roku zemřel. Z manželství vzešlo celkem pět potomků, dva synové a tři dcery, oba chlapci však v útlém věku zemřeli:
- 1. Luisa (5. 6. 1811 Schwetzingen – 19. 7. 1854 Karlsruhe)[1]
⚭ 1830 Gustav Gustavsson Vasa (9. 11. 1799 Stockholm – 4. 8. 1877 Drážďany), švédský korunní princ v letech 1799–1809 a pretendent švédského trůnu v letech 1809–1872, jejich manželství bylo rozvedeno roku 1844[2]
- 2. Syn (29. 9. 1812 – 16. 10. 1812)
- 3. Josefína (21. 10. 1813 Mannheim – 19. 6. 1900 Sigmaringen)[3]
⚭ 1834 Karel Antonín Hohenzollernský (7. 9. 1811 Krauchenwies – 2. 6. 1885 Sigmaringen), poslední kníže z Hohenzollern-Sigmaringenu, roku 1848 se zřekl vlády v knížectví[4]
- 4. Alexander (1. 5. 1816 Karlsruhe – 8. 5. 1817 tamtéž)[5]
- 5. Marie Amélie (11. 10. 1817 Karlsruhe – 17. 10. 1888 Baden-Baden)
⚭ 1843 William Douglas-Hamilton, 11. vévoda z Hamiltonu (18. 2. 1811 Londýn – 15. 7. 1863 Paříž)

Mezi jejich potomky náleží rumunští a belgičtí králové, lucemburští velkovévodové a monacká knížata.

### Bádenský velkovévoda
Karel Ludvík se stal v roce 1801 po smrti svého otce bádenského trůnu následníkem bádenského trůnu a deset let poté, po smrti svého děda Karla Fridricha Bádenského, se ve svých 25 letech stal bádenským velkovévodou. Roku 1806 povýšil Napoleon bádenské markrabství na velkovévodství. V letech 1814–1815 se Karel Ludvík Fridrich účastnil Vídeňského kongresu, na němž byly Bádensku potvrzena jeho teritoria, jež získalo za napoleonských válek. V roce 1818 vydal novou ústavu.
Karel Ludvík Fridrich Bádenský zemřel 8. prosince roku 1818, aniž by zanechal mužských potomků. Na bádenský trůn tak usedl jeho strýc Ludvík I. Bádenský.

## Vývod z předků
|                                  |                                      |  |                                     |                                           |  |  |  |  |  |  |  | Karel Vilém Bádensko-Durlašský |
|                                  |                                      |  |                                     |                                           |  |  |  |  |  |  |  |                                |
|                                  | Fridrich Bádensko-Durlašský          |  |                                     |                                           |  |  |  |  |  |  |  |                                |
|                                  |                                      |  |                                     |                                           |  |  |  |  |  |  |  |                                |
|                                  |                                      |  |                                     | Magdalena Vilemína Württemberská          |  |  |  |  |  |  |  |                                |
|                                  |                                      |  |                                     |                                           |  |  |  |  |  |  |  |                                |
|                                  | Karel Fridrich Bádenský              |  |                                     |                                           |  |  |  |  |  |  |  |                                |
|                                  |                                      |  |                                     |                                           |  |  |  |  |  |  |  |                                |
|                                  |                                      |  |                                     | Jan Vilém Friso                           |  |  |  |  |  |  |  |                                |
|                                  |                                      |  |                                     |                                           |  |  |  |  |  |  |  |                                |
|                                  | Amálie Nasavsko-Dietzská             |  |                                     |                                           |  |  |  |  |  |  |  |                                |
|                                  |                                      |  |                                     |                                           |  |  |  |  |  |  |  |                                |
|                                  |                                      |  |                                     | Marie Luisa Hesensko-Kasselská            |  |  |  |  |  |  |  |                                |
|                                  |                                      |  |                                     |                                           |  |  |  |  |  |  |  |                                |
|                                  | Karel Ludvík Bádenský                |  |                                     |                                           |  |  |  |  |  |  |  |                                |
|                                  |                                      |  |                                     |                                           |  |  |  |  |  |  |  |                                |
|                                  |                                      |  |                                     | Arnošt Ludvík Hesensko-Darmstadtský       |  |  |  |  |  |  |  |                                |
|                                  |                                      |  |                                     |                                           |  |  |  |  |  |  |  |                                |
|                                  | Ludvík VIII. Hesensko-Darmstadtský   |  |                                     |                                           |  |  |  |  |  |  |  |                                |
|                                  |                                      |  |                                     |                                           |  |  |  |  |  |  |  |                                |
|                                  |                                      |  |                                     | Dorotea Šarlota Braniborsko-Ansbašská     |  |  |  |  |  |  |  |                                |
|                                  |                                      |  |                                     |                                           |  |  |  |  |  |  |  |                                |
|                                  | Karolína Luisa Hesensko-Darmstadtská |  |                                     |                                           |  |  |  |  |  |  |  |                                |
|                                  |                                      |  |                                     |                                           |  |  |  |  |  |  |  |                                |
|                                  |                                      |  |                                     | Jan Reinhard III. z Hanau-Lichtenbergu    |  |  |  |  |  |  |  |                                |
|                                  |                                      |  |                                     |                                           |  |  |  |  |  |  |  |                                |
|                                  | Šarlota z Hanau-Lichtenbergu         |  |                                     |                                           |  |  |  |  |  |  |  |                                |
|                                  |                                      |  |                                     |                                           |  |  |  |  |  |  |  |                                |
|                                  |                                      |  |                                     | Dorotea Frederika Braniborsko-Ansbašská   |  |  |  |  |  |  |  |                                |
|                                  |                                      |  |                                     |                                           |  |  |  |  |  |  |  |                                |
| 'Karel Ludvík Fridrich Bádenský' |                                      |  |                                     |                                           |  |  |  |  |  |  |  |                                |
|                                  |                                      |  |                                     |                                           |  |  |  |  |  |  |  |                                |
|                                  |                                      |  | Arnošt Ludvík Hesensko-Darmstadtský |                                           |  |  |  |  |  |  |  |                                |
|                                  |                                      |  |                                     |                                           |  |  |  |  |  |  |  |                                |
|                                  | Ludvík VIII. Hesensko-Darmstadtský   |  |                                     |                                           |  |  |  |  |  |  |  |                                |
|                                  |                                      |  |                                     |                                           |  |  |  |  |  |  |  |                                |
|                                  |                                      |  |                                     | Dorotea Šarlota Braniborsko-Ansbašská     |  |  |  |  |  |  |  |                                |
|                                  |                                      |  |                                     |                                           |  |  |  |  |  |  |  |                                |
|                                  | Ludvík IX. Hesensko-Darmstadtský     |  |                                     |                                           |  |  |  |  |  |  |  |                                |
|                                  |                                      |  |                                     |                                           |  |  |  |  |  |  |  |                                |
|                                  |                                      |  |                                     | Jan Reinhard III. Hanau-Lichtenberský     |  |  |  |  |  |  |  |                                |
|                                  |                                      |  |                                     |                                           |  |  |  |  |  |  |  |                                |
|                                  | Šarlota z Hanau-Lichtenbergu         |  |                                     |                                           |  |  |  |  |  |  |  |                                |
|                                  |                                      |  |                                     |                                           |  |  |  |  |  |  |  |                                |
|                                  |                                      |  |                                     | Dorotea Frederika Braniborsko-Ansbašská   |  |  |  |  |  |  |  |                                |
|                                  |                                      |  |                                     |                                           |  |  |  |  |  |  |  |                                |
|                                  | Amálie Hesensko-Darmstadtská         |  |                                     |                                           |  |  |  |  |  |  |  |                                |
|                                  |                                      |  |                                     |                                           |  |  |  |  |  |  |  |                                |
|                                  |                                      |  |                                     | Kristián II. Zweibrückensko-Birkenfeldský |  |  |  |  |  |  |  |                                |
|                                  |                                      |  |                                     |                                           |  |  |  |  |  |  |  |                                |
|                                  | Kristián III. Falcko-Zweibrückenský  |  |                                     |                                           |  |  |  |  |  |  |  |                                |
|                                  |                                      |  |                                     |                                           |  |  |  |  |  |  |  |                                |
|                                  |                                      |  |                                     | Kateřina Agáta Rappoltsteinská            |  |  |  |  |  |  |  |                                |
|                                  |                                      |  |                                     |                                           |  |  |  |  |  |  |  |                                |
|                                  | Karolína Zweibrückenská              |  |                                     |                                           |  |  |  |  |  |  |  |                                |
|                                  |                                      |  |                                     |                                           |  |  |  |  |  |  |  |                                |
|                                  |                                      |  |                                     | Ludvík Krato Nasavsko-Saarbrückenský      |  |  |  |  |  |  |  |                                |
|                                  |                                      |  |                                     |                                           |  |  |  |  |  |  |  |                                |
|                                  | Karolína Nasavsko-Saarbrückenská     |  |                                     |                                           |  |  |  |  |  |  |  |                                |
|                                  |                                      |  |                                     |                                           |  |  |  |  |  |  |  |                                |
|                                  |                                      |  |                                     | Filipína Henrietta Hohenlohe-Langenburská |  |  |  |  |  |  |  |                                |
|                                  |                                      |  |                                     |                                           |  |  |  |  |  |  |  |                                |